# Горная олимпийская деревня на хребте Псехако

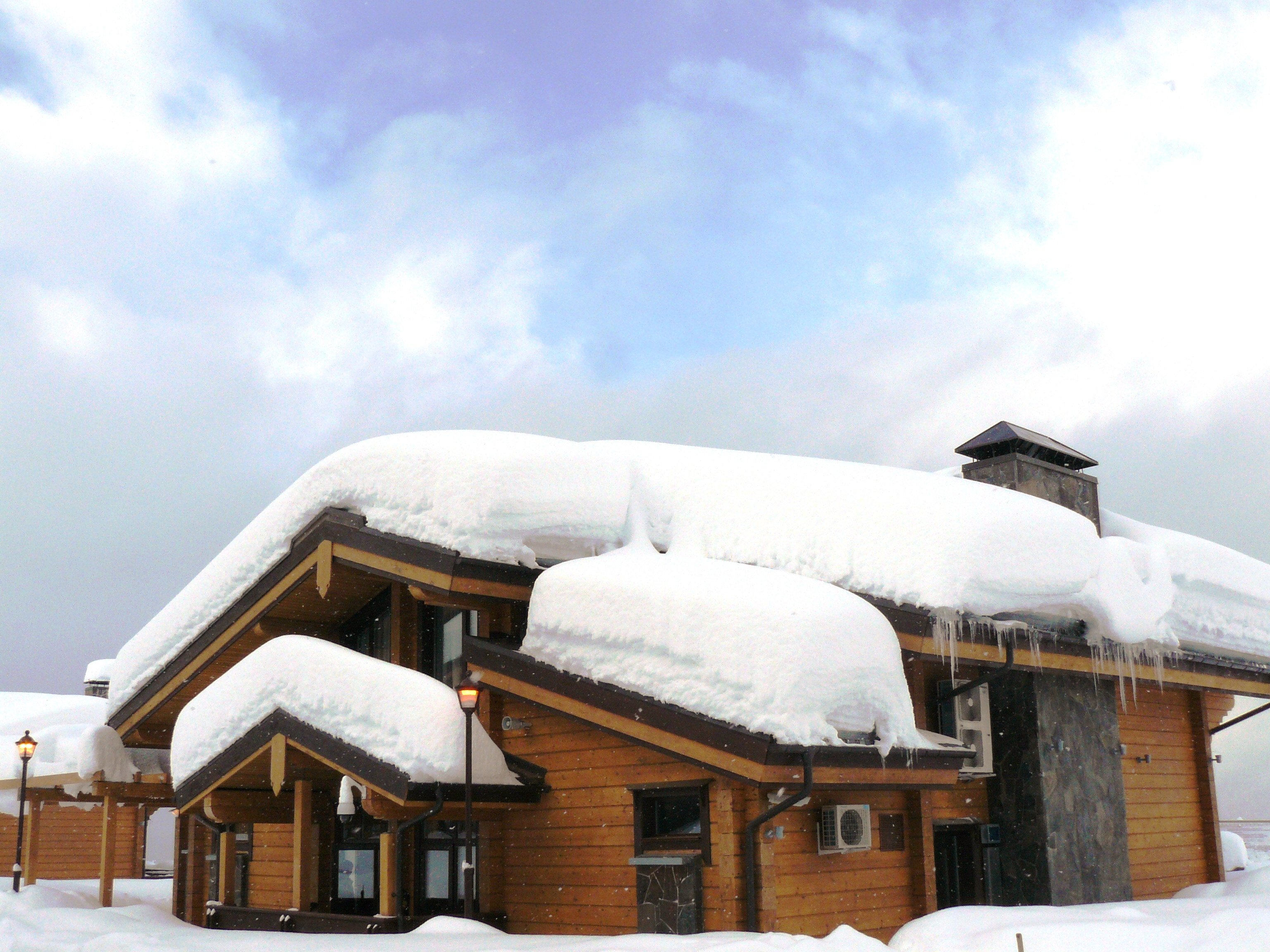
Один из коттеджей горной Олимпийской деревни на хребте Псехако

Горная олимпийская деревня на хребте Псехако — один из олимпийских объектов Сочи. Построена в соответствие с Программой строительства олимпийских объектов и развития города Сочи как горноклиматического курорта в непосредственной близости от лыжно-биатлонного комплекса Лаура (лыжно-биатлонный комплекс) на хребте Псехако. Предназначена для проживания спортсменов, участвующих в соревнованиях по лыжным гонкам и биатлону на 1100 мест. Такое решение обусловлено требованием международных спортивных организаций: спортсмены должны жить на тех же высотах, где будут проводиться соревнования. На территории деревни предусмотрены условия для маломобильных групп населения.

## Месторасположение
Площадка для размещения объекта расположена в Адлерском районе города Сочи, Краснодарского края, в 55 км восточнее города Сочи.

## Описание

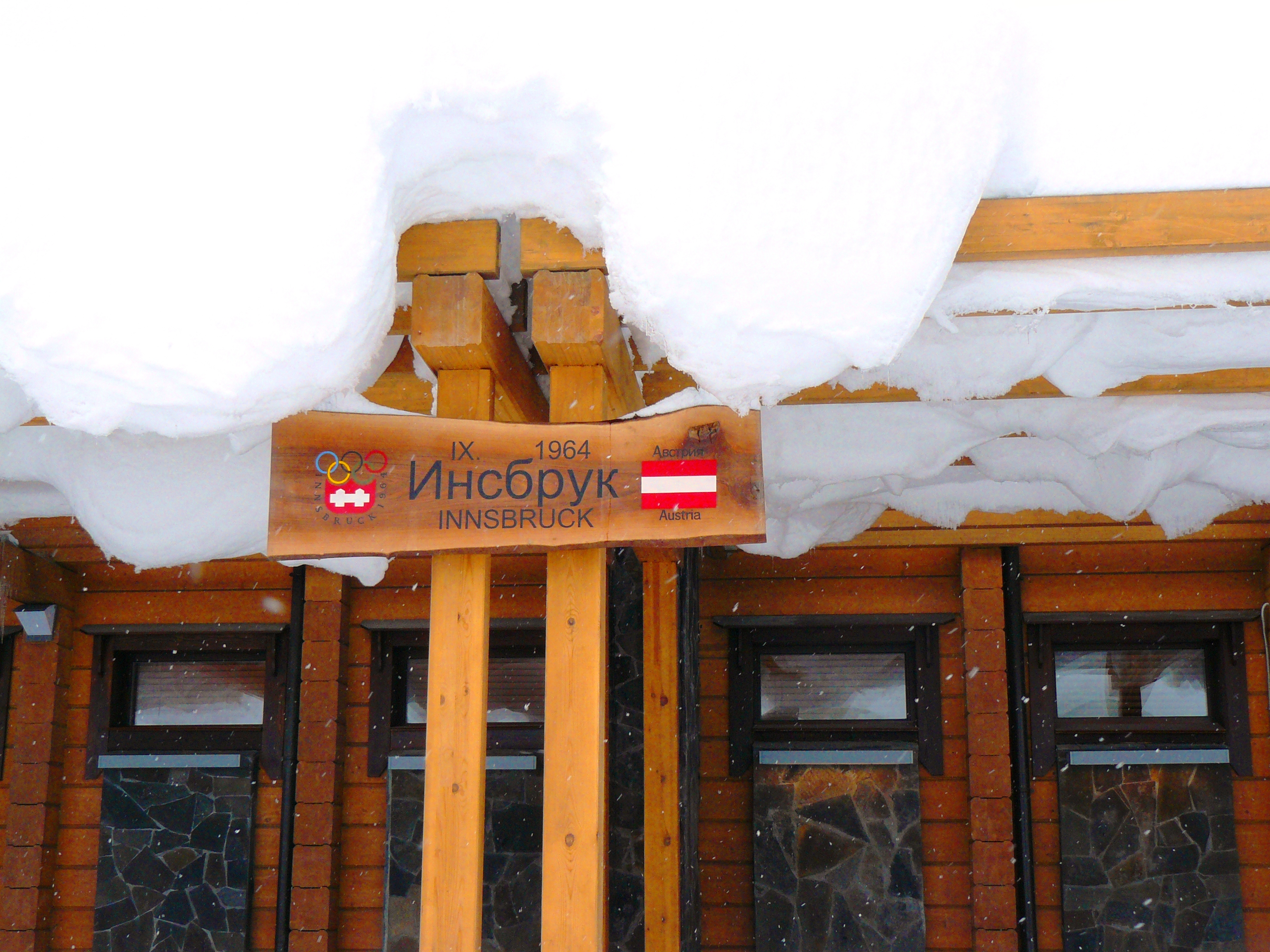
Коттеджный посёлок, табличка на одном из коттеджей

Олимпийская деревня состоит из двух частей: западной главной, состоящей из многоэтажных гостиниц с сопутствующей инфраструктурой (гостиничный комплекс) и восточной, состоящей из коттеджей (коттеджный посёлок). Горная Олимпийская деревня предоставит спортсменам и олимпийской семье комфортные условия проживания и шаговую доступность для тренировок и соревнований. При проектировании учитывалось коммерческое использование зданий после олимпиады.

### Состав горной олимпийской деревни
- гостиничный комплекс — 276 мест;
- апарт-отели — 564 места;
- коттеджный посёлок — 260 мест.

### Гостиничный комплекс
На территории западной главной части олимпийской деревни расположены семь апартов, один апарт-отель переменной этажности, три гостиничных корпуса со встроенной парковкой на 292 машиноместа, закрытая парковка для апартов на 80 машиномест и центральное здание с обслуживающей инфраструктурой для спортсменов всей олимпийской деревни и административными помещениями.
Семь апарт-отелей и закрытая парковка для них расположены на севере участка, апарт переменной этажности на западе участка, главное здание и гостиничные корпуса занимают южную часть территории. Въезд автотранспорта на территорию гостиничного комплекса олимпийской деревни осуществляется через тоннели под трассой с юга в уровень цокольного этажа главного здания, с северо-запада и северо-востока — подъезды к апарт-отелям. Люди приезжающие по канатной дороге могут от приюта спустится по склону до специальных террас центрального и гостиничных корпусов и с них попасть внутрь.
Центральный и гостиничные корпуса объединённых парковкой в цокольном этаже и прогулочными террасами вдоль продольных фасадов. Корпуса вписаны в рельеф благодаря повышению в один этаж относительно друг друга от главного здания.

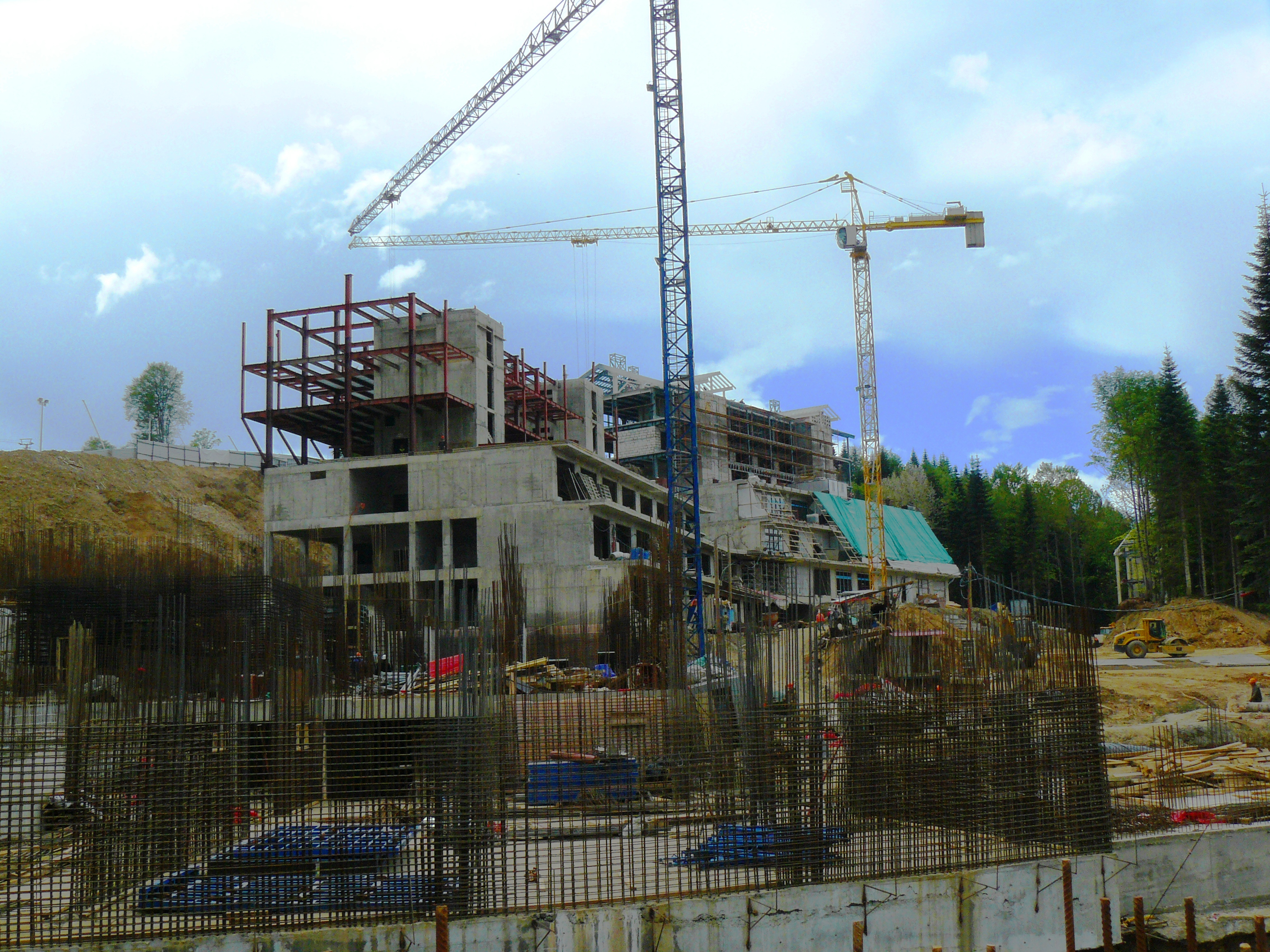
Главное здание гостиничного комплекса во время строительства

К входной зоне центрального здания можно подъехать непосредственно на автотранспорте поднявший по рампе с уровня цокольного этажа к которому через тоннель под трассой подходит автодорога. В уровне первого этажа главного здания расположены главное лобби, международная зона, торговый центр, интернет кафе, кафе, столовая для спортсменов и обслуживающий сервис. В цокольном этаже расположены спортзал, фитнессцентр и конференцзал. Второй, третий и четвёртый этажи занимают административные помещения МОК.
В гостиничном корпусе № 1, примыкающем к центральному зданию с запада, помимо парковки в уровне нижних трёх этажей расположены помещения СПА с бассейном и поликлиника. В гостиничных корпусах № 2 и № 3 в трёх нижних этажах расположены номера со стороны северного фасада, отделённые от парковки зоной технических помещений. Верхние этажи корпусов заняты гостиничными номерами.
Лобби гостиничных корпусов и центрального здания объединены в одно разноуровневое пространство связанное галереями и холлами с эскалаторами. Террасы по продольным фасадам расположены так же с разницей в этаж и связаны пандусами в единую прогулочную зону. Со стороны северного фасада террасы каскадом спускаются по рельефу от здания в уровнях трёх нижних этажей. Из лобби всех корпусов и центрального здания предусмотрены выходы на террасы, с южной террасы можно попасть непосредственно на склон, а с северной в дворовую территорию.
Гостиничные корпуса и центральное здание спроектированы с учетом доступа маломобильных групп населения и спортсменов-паралимпийцев. В них предусмотрены пандусы, лифты, соблюдены необходимые габариты помещений.
Четыре из семи апартов в северной части гостиничного комплекса объединены закрытой парковкой в уровне цокольного этажа. Из этих апартов в неё можно спуститься непосредственно из лобби. Из других апартов и апарт-отеля в парковку можно попасть только через наружные входы. Кровля над парковкой эксплуатируемая, на ней устроена благоустроенная прогулочная зона.
Части зданий гостиничного комплекса находящиеся в земле выполнены из монолитного железобетона, верхние этажи и кровля — металлокаркас. Наружные монолитные стены утеплены с наружной стороны минераловатными плитами с последующей отделкой натуральным камнем. Наружные стены верхних этажей комбинированные многослойные. Они выполнены из газобетонных блоков с утеплением минераловатными плитами и отделкой натуральным камнем, штукатуркой и деревянной панелью, имитирующей брус.
Здание обладает высокой архитектурно — художественной выразительностью. В деталях присутствуют альпийские мотивы, свойственные стилю шале такие как: большие свесы кровли; ленточные балконы и террасы; декоративная отделка выступающих балок, лобовых досок кровли, ограждений, наличников.

### Коттеджный посёлок

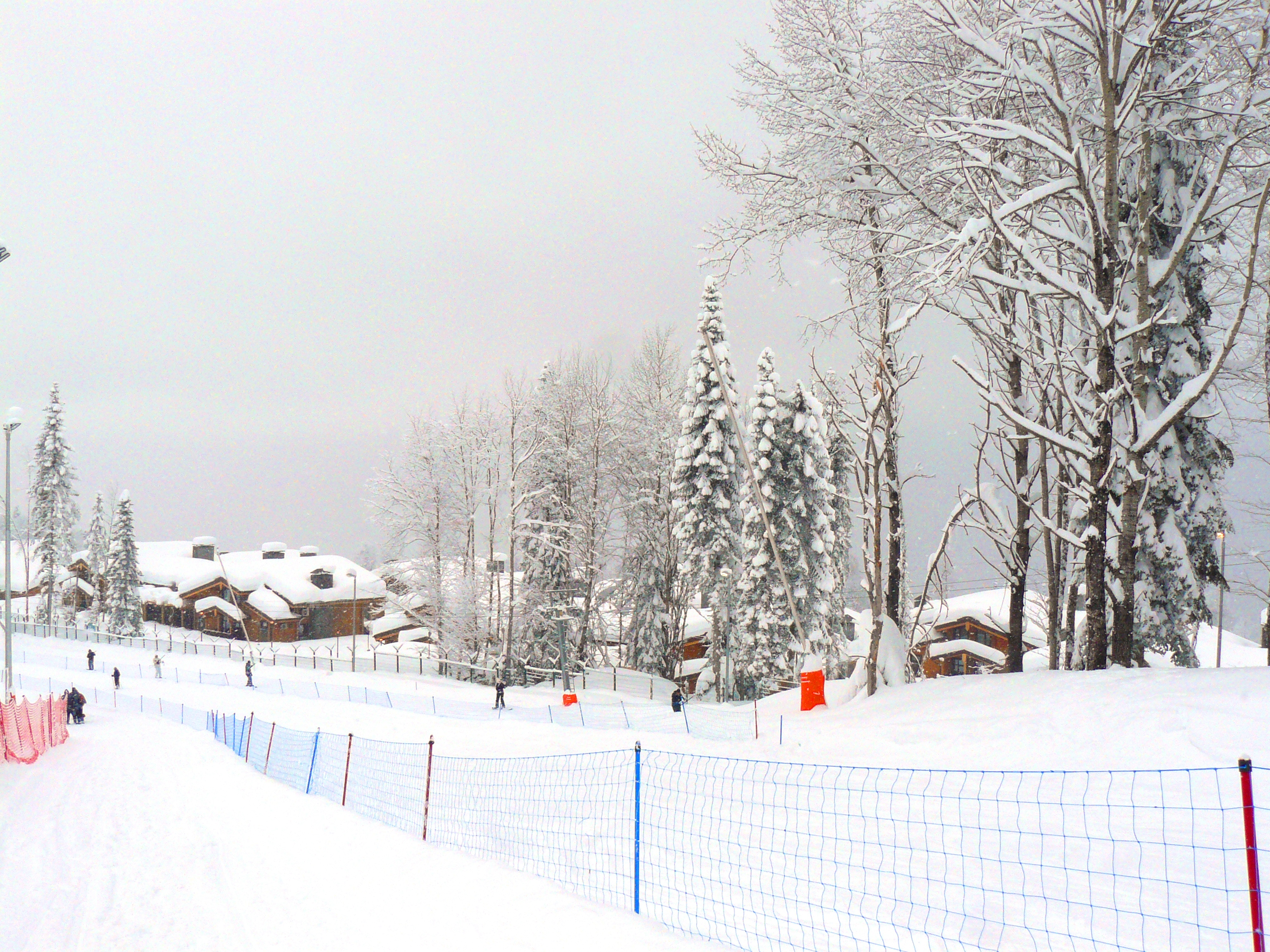
Коттеджный посёлок вид со стороны трасс ГТЦ ОАО «Газпром»

На территории коттеджного посёлка расположены 4 коттеджа «тип 1» на 5 номеров, 4 коттеджа «тип 2» на 5 номеров и 10 коттеджей «тип 3» на 10 номеров. Общее количество спортсменов проживающих на территории олимпийской деревни 260 человек.
Восточную и южную часть деревни занимают коттеджи «тип 3», в западной части вдоль бассейна для искусственного снегообразования расположены коттеджи «тип 1» и «тип 2». Въезд на территорию деревни осуществляется с южной стороны через тоннель под склоном и в северной части деревни.
Коттеджи «тип 1» и «тип 2» идентичны по объемно-планировочному решению, зеркально отражены относительно друг друга по цифровым осям. Коттедж «тип 3» представляет собой сблокированный коттедж «тип 1» и «тип 2», разделённый противопожарной стеной.
Здание коттеджа двухэтажное. На первом этаже располагается просторная комната отдыха для спортсменов, 3 номера(в одном номере проживает 2 человека), каждый из номеров имеет собственный санузел, на втором этаже находиться 2 номера и хранилища. Все номера и комната отдыха имеют свой выход на террасы или балкон. Со стороны проезжей части предусмотрены два парковочных места, накрытых перголой. На время олимпиады там предполагается размещение трейлеров для обслуживающего персонала спортсменов (врачей, массажистов).
Цоколь выполнен из монолитного железобетона с утеплением по наружной стороне и последующей отделкой натуральным камнем. Наружные и внутренние несущие стены — клееный брус. Снаружи дерево покрывается защитными прозрачными составами. Кровля скатная по деревянным лагам, утеплённая минераловатными плитами, покрытие — гибкая наплавляемая черепица по гидроизоляционному ковру.
Здание обладает высокой архитектурно — художественной выразительностью. В деталях присутствуют альпийские мотивы, свойственные стилю шале такие как: большие свесы кровли; ленточные балконы и террасы; декоративная отделка выступающих балок, лобовых досок кровли, ограждений, наличников. Сосна наружных стен из клееного бруса придаёт зданию колорит северного дома.

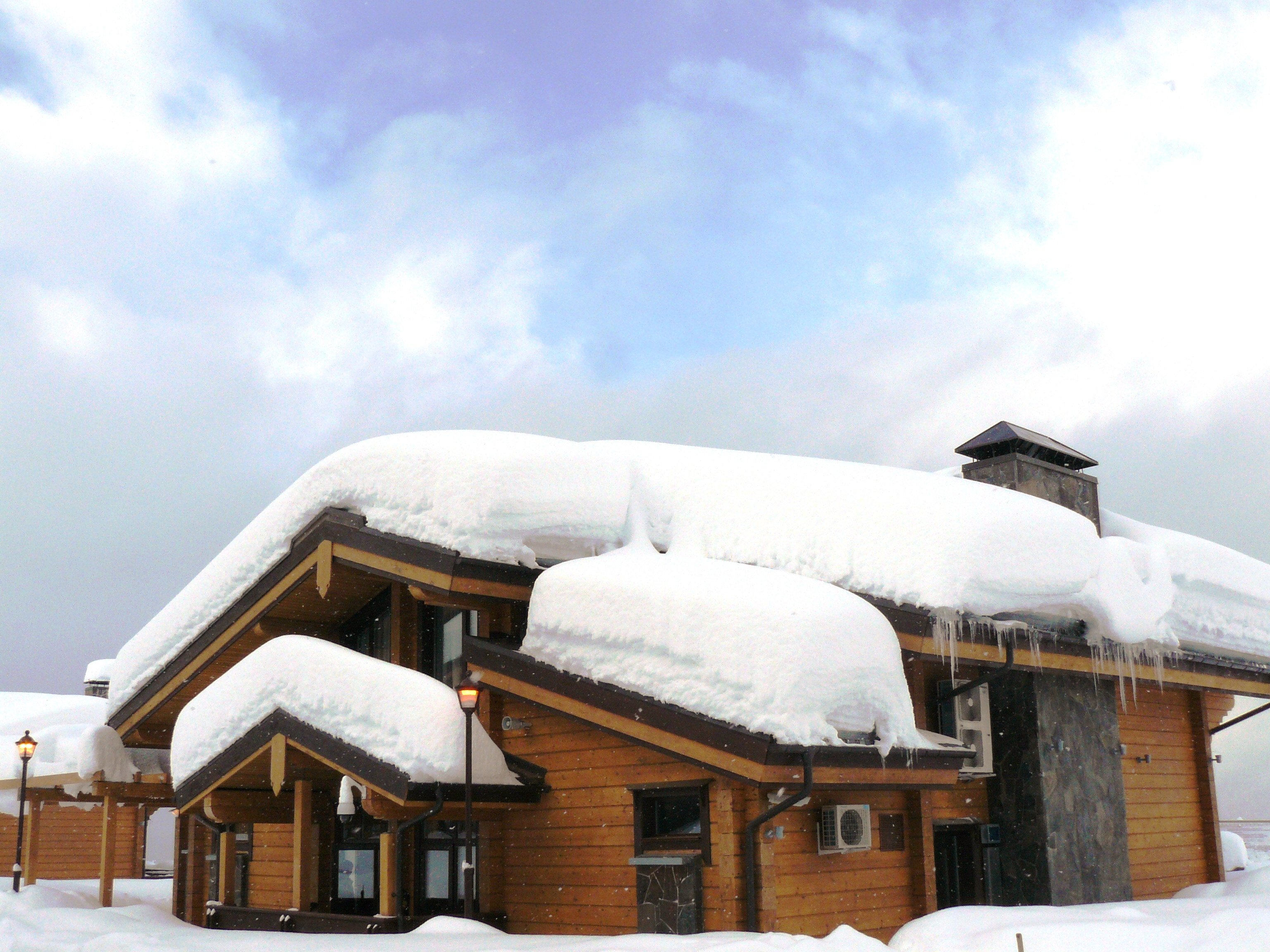
Коттедж "тип 1"
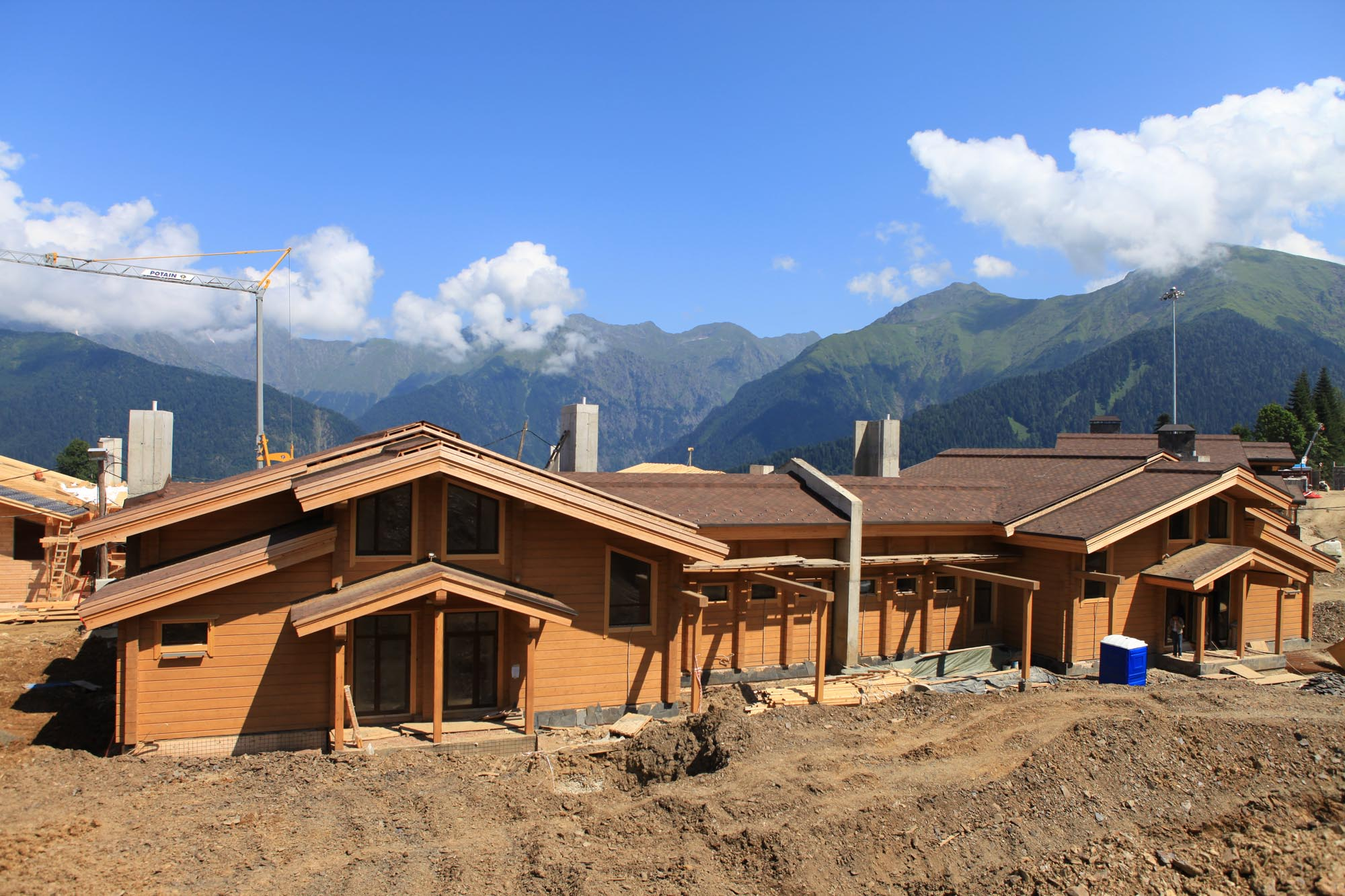
Коттедж "тип 3"
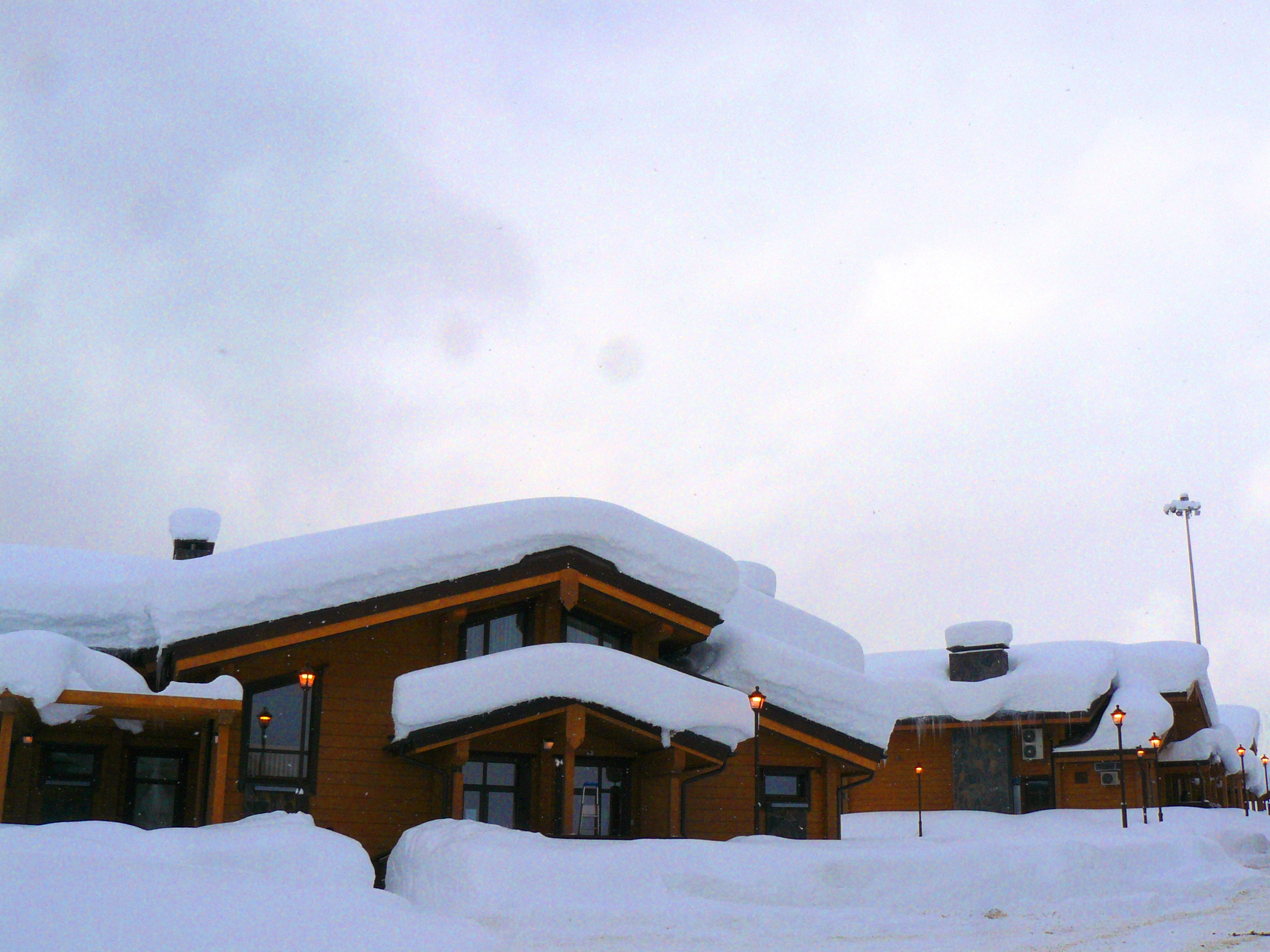
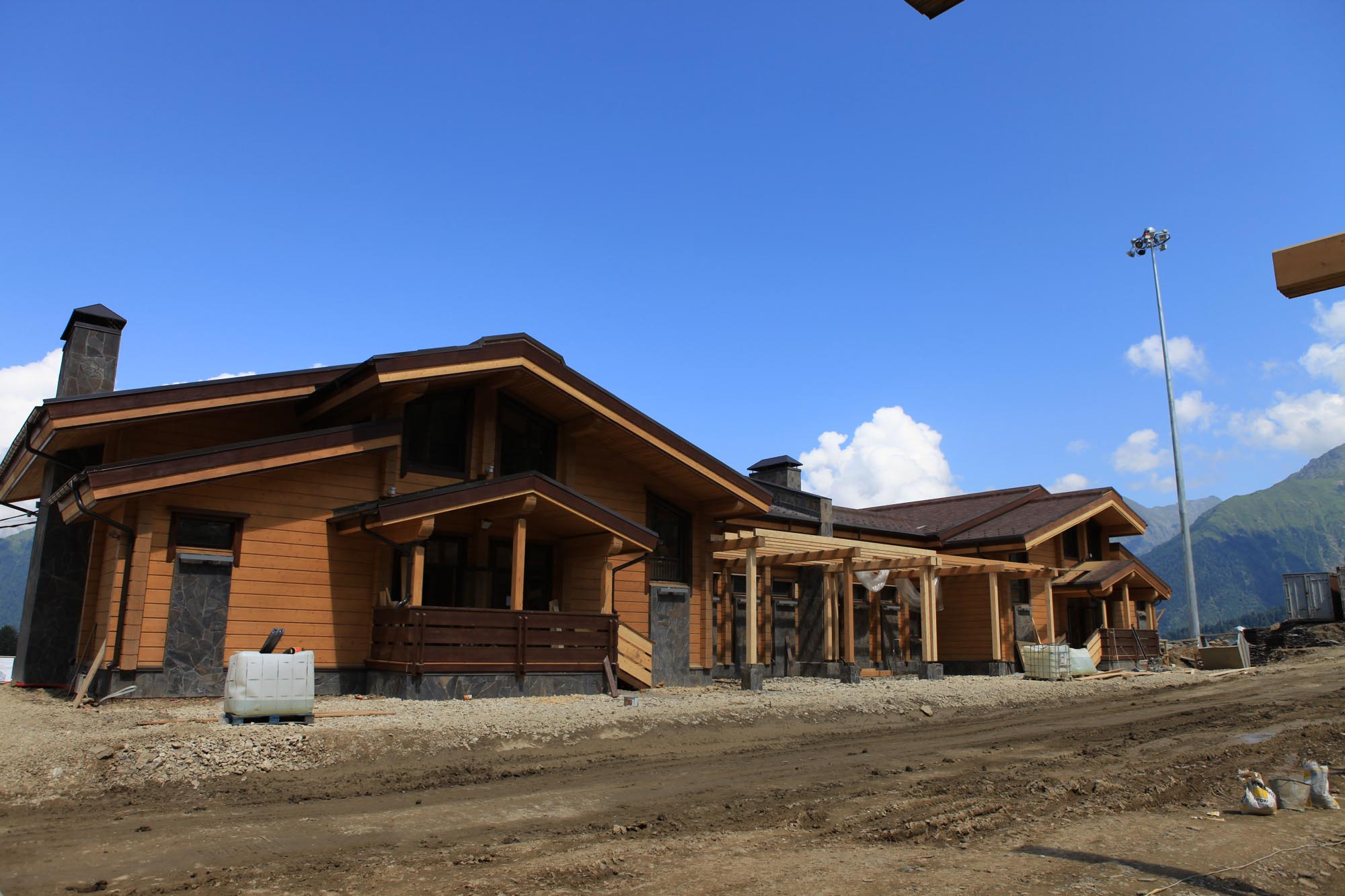
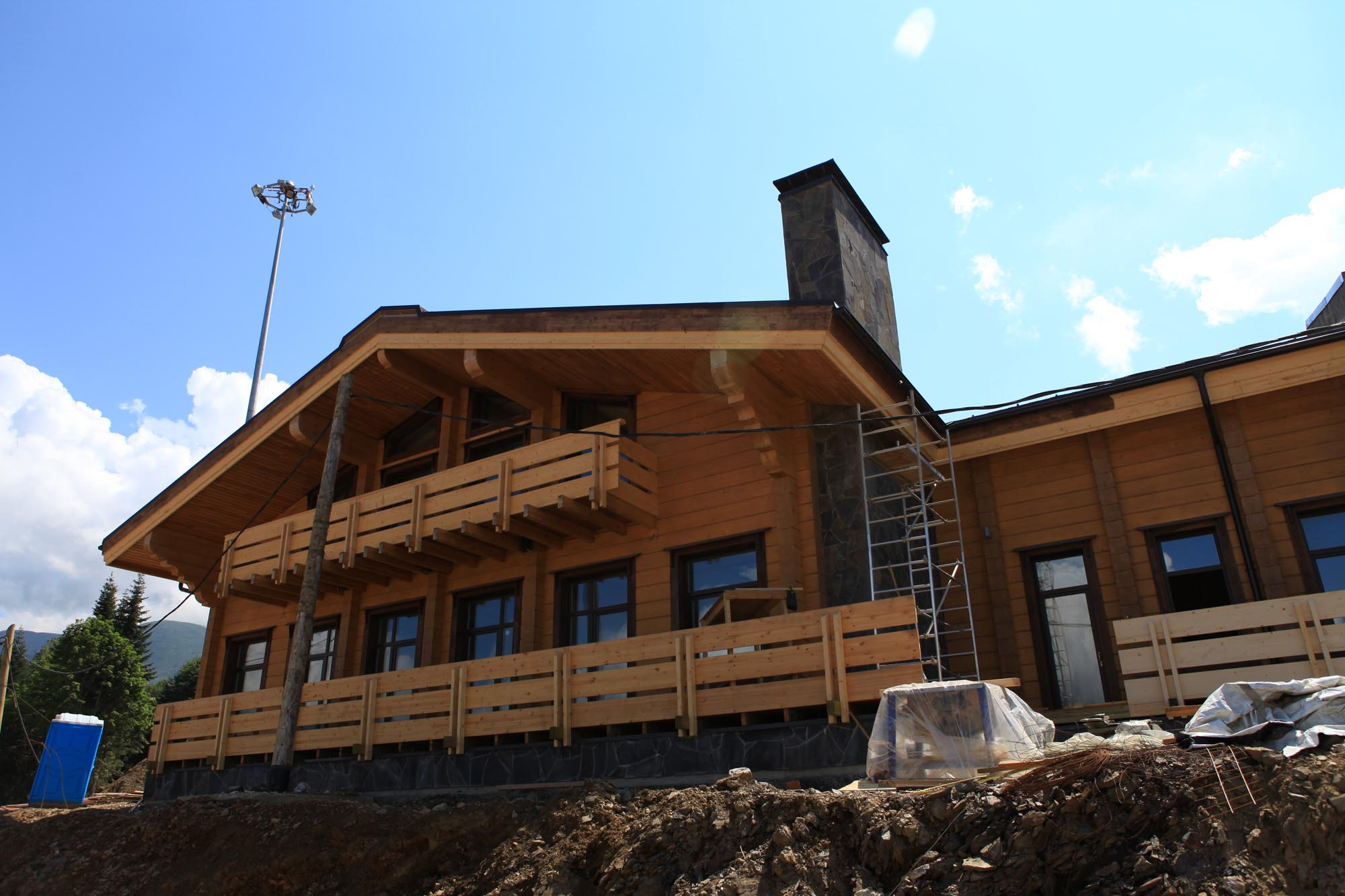
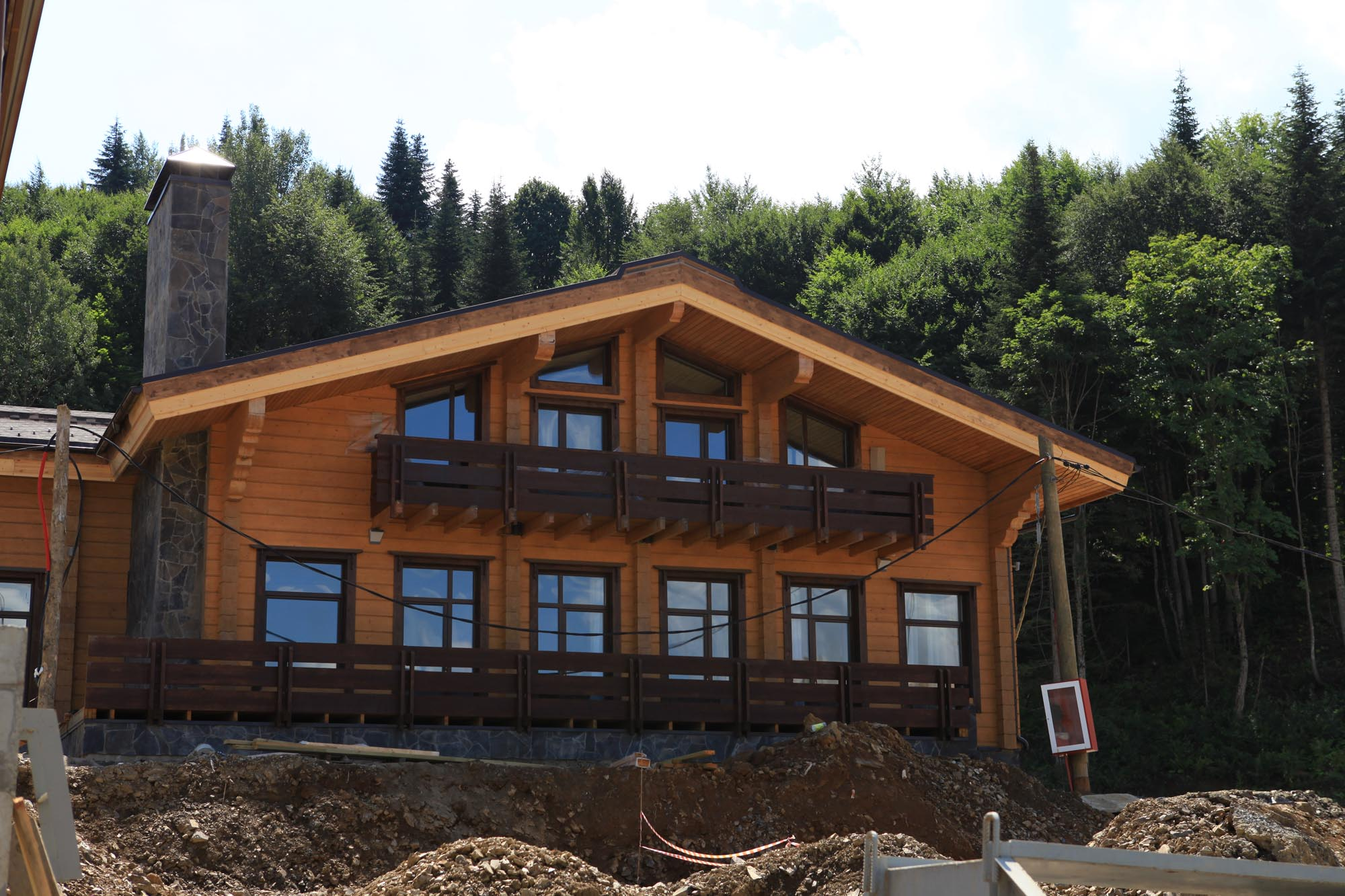
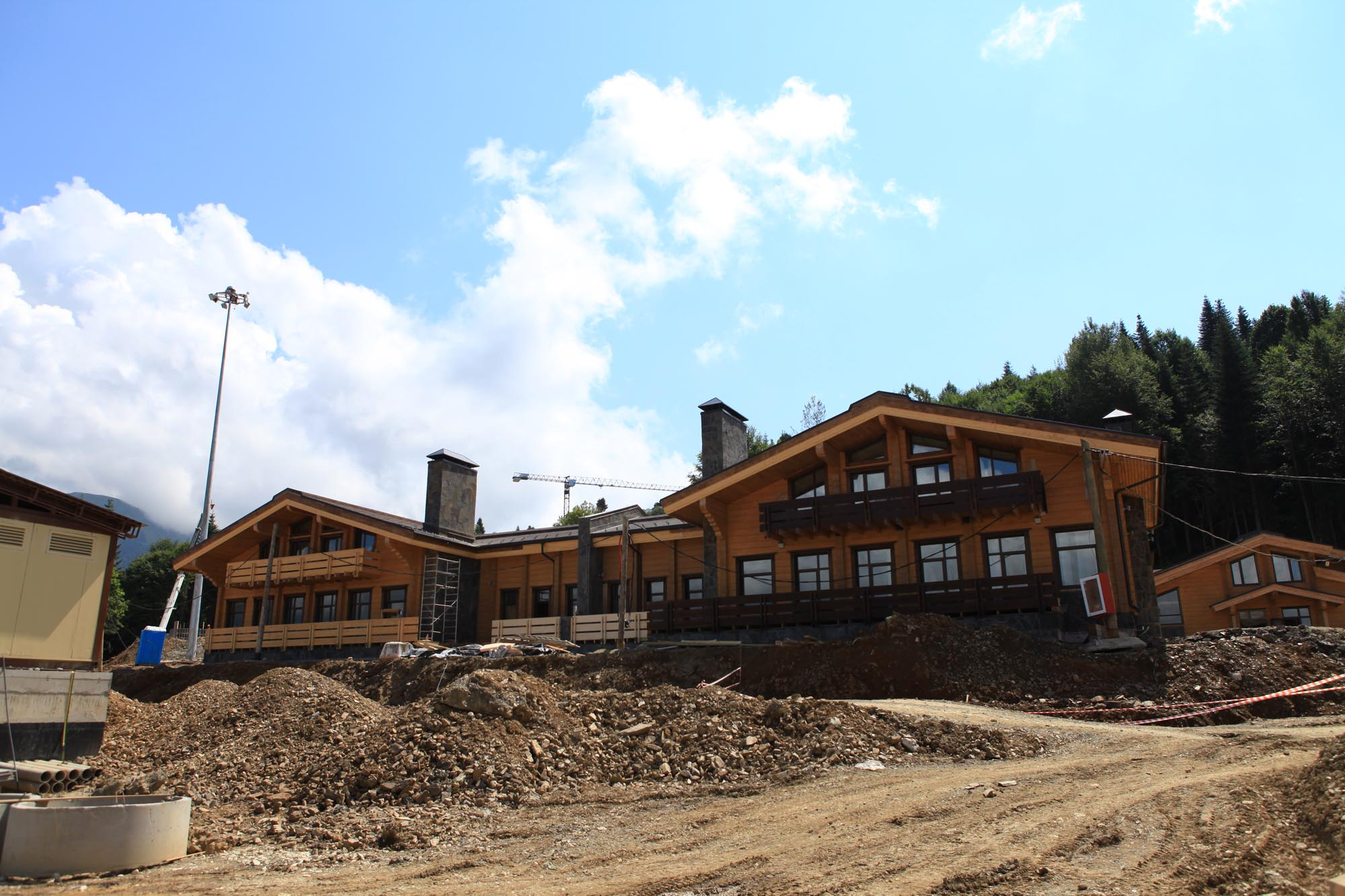
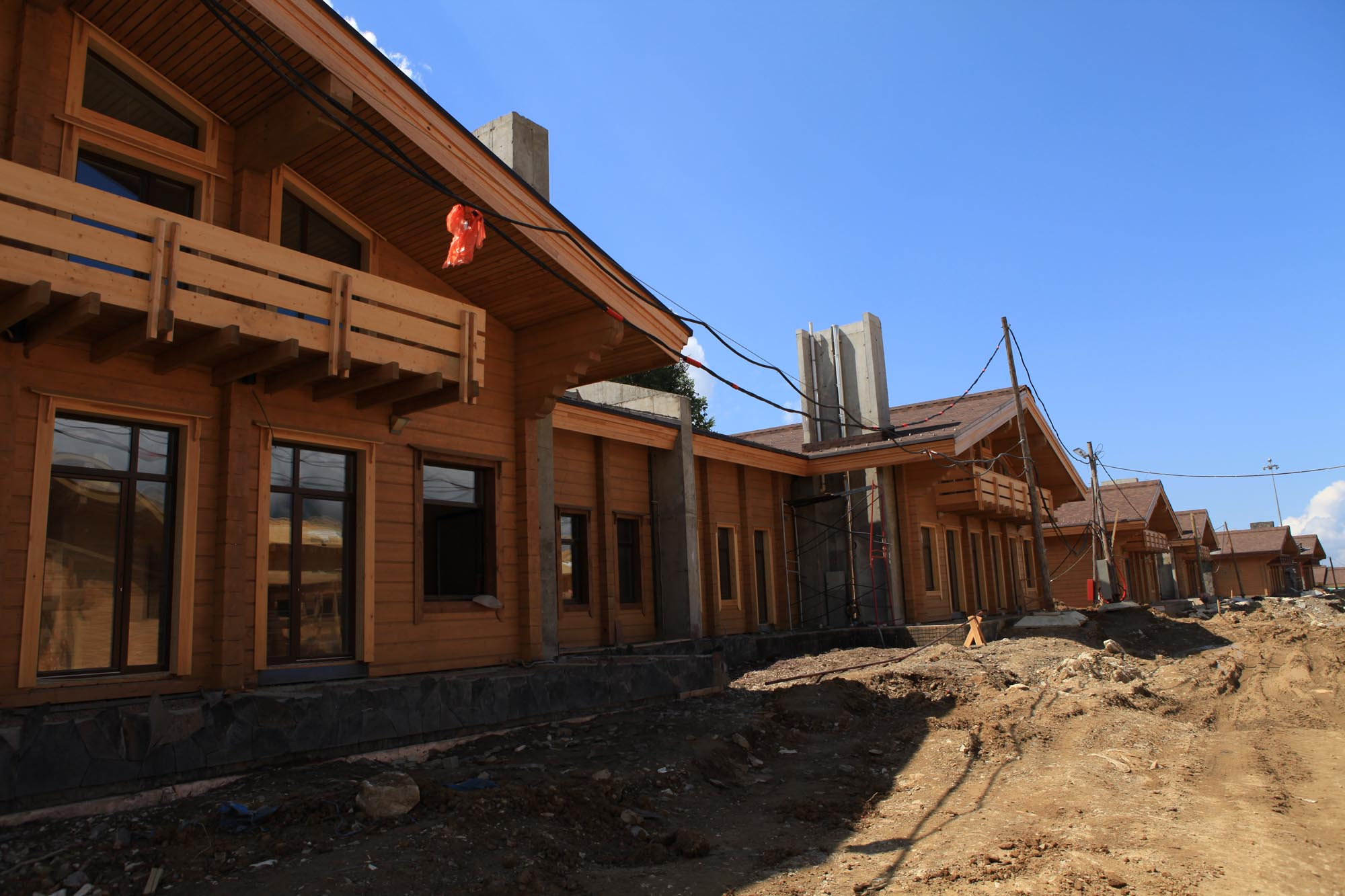
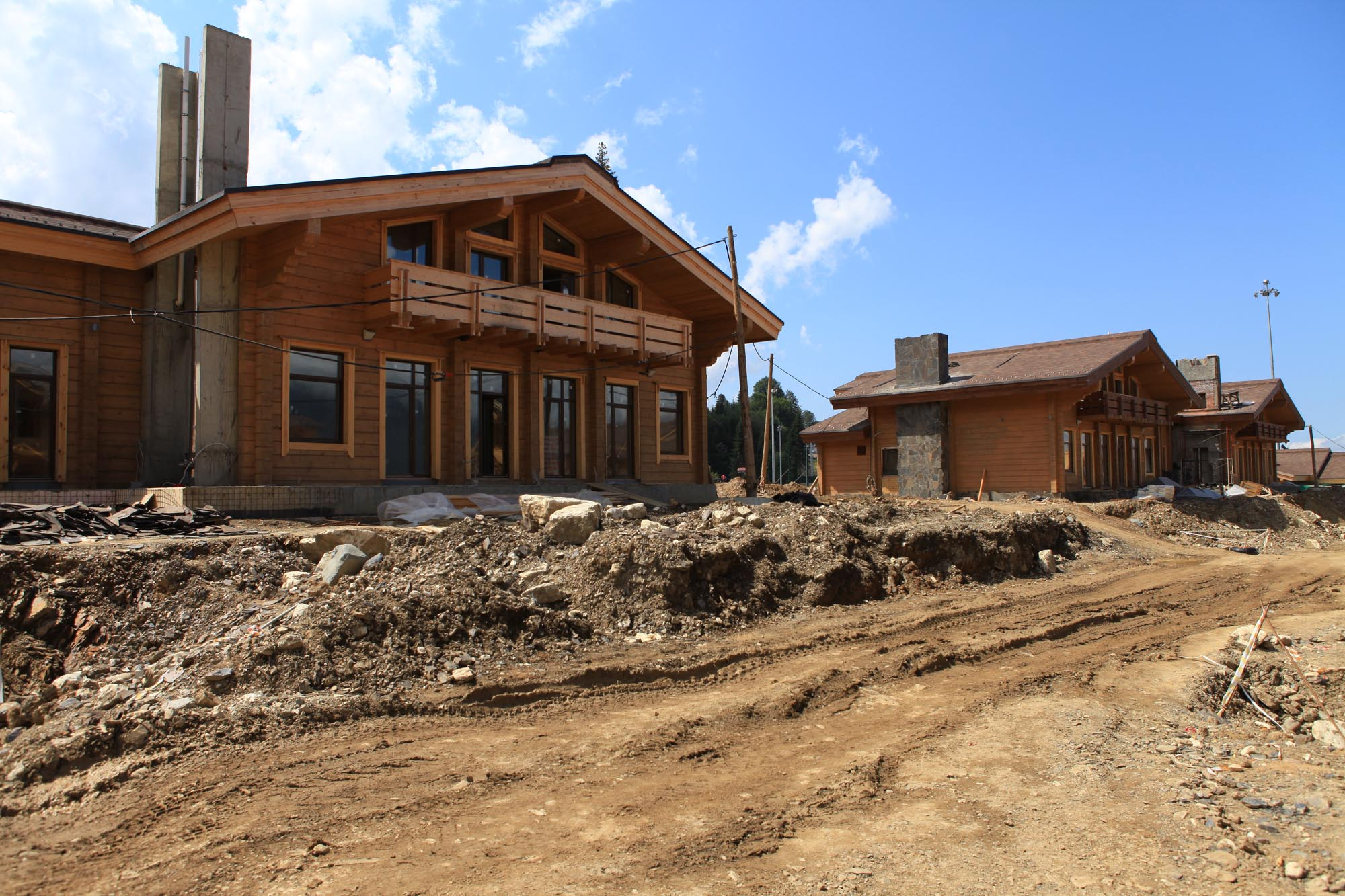
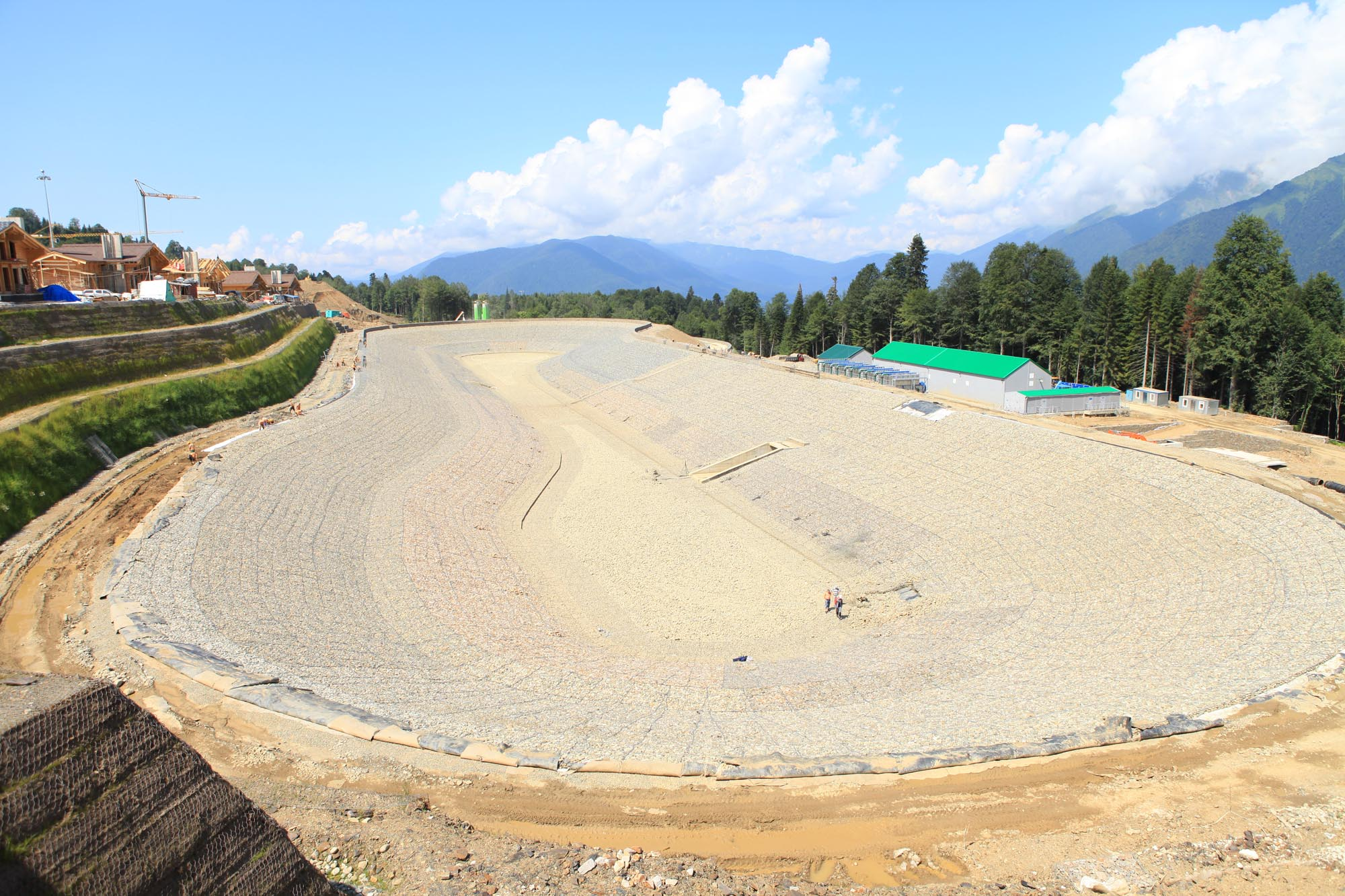
Искусственное озеро

## Реализация проекта
- Январь 2010 года — начало подготовительных работ на строительной площадке горной олимпийской деревни на 1100 мест[3].
- Март 2010 года — начало строительства искусственного водоема многофункционального назначения[4].
- Март 2011 года — закончено строительство первых коттеджей горной олимпийской деревни[5].
- Апрель 2011 года — идут подготовительные работы на строительной площадке гостиничного комплекса горной олимпийской деревни[6].
- Май — Октябрь 2011 года — производство основных строительно-монтажных работ.
- Октябрь 2011 года — начат второй этап строительства горной олимпийской деревни на хребте Псехако[7].
- Декабрь 2011 года — завершение строительства коттеджного посёлка.
- Январь — Февраль 2012 — производство строительно-монтажных работ, гостиничный комплекс.
- Август 2013 года — завершается строительство горной олимпийской деревни для лыжников и биатлонистов.
- Октябрь 2013 года — успешно проведена тестовая подача газа в котельную олимпийского гостиничного комплекса.
- 5 февраля 2014 года — открытие деревни для проживания спортсменов-олимпийцев.
- 5 марта 2014 года — открытие деревни для проживания спортсменов-паралимпийцев.

## Эксплуатация объекта после проведения Зимних Олимпийских и Паралимпийских игр 2014 года
После Зимних Олимпийских и Паралимпийских Игр 2014 года, горная олимпийская деревня войдет в состав горно-туристического центра ОАО «Газпром» и станет курортным комплексом международного класса, готовым принять отдыхающих круглый год. Новый отель получил название «Поляна 1389».